# Winterset (Iowa)
Winterset – miasto w Stanach Zjednoczonych, w stanie Iowa, siedziba hrabstwa Madison. W 2000 liczyło 4768 mieszkańców.